# Aliquando et insanire iucundum est
Aliquando et insanire iucundum est, traducibile con "di tanto in tanto è bello anche far pazzie", è un'espressione latina usata da Seneca nel De tranquillitate animi, riformulando un frammento del commediografo greco Menandro (συμμανῆναι ἔνια δεῖ, Men. Frg. 421).